# Gore Obsessed
Gore Obsessed (engl. für blutbesessen) ist das achte Studioalbum der US-amerikanischen Death-Metal-Band Cannibal Corpse.

## Entstehungsgeschichte
An Gore Obsessed war unter anderem der Grammy-Gewinner Neil Kernon (Nevermore, Macabre) als Produzent beteiligt. Auch für diese CD wurde für den deutschen Verkauf ein alternatives Cover angefertigt. Beide wurden traditionell vom amerikanischen Künstler Vincent Locke gestaltet und zeigen in der unzensierten Version eine Ansammlung von Zombies, die einen Menschen in Stücke reißen, in der zensierten jedoch nur 3 Untote, von denen einer mit einem spitzen Gegenstand gegen eine Person ausholt. Auf einer limitierten Edition des Albums ist als 12. Track (sog. Hidden Track) das Metallica-Cover No Remorse zu finden. Zusätzlich erschien noch eine japanische Version von Gore Obsessed, die eine Live-Version des Titels „Compelled to Lacerate“ enthält.

## Erfolge
Das Album stieg in der Erscheinungswoche in den Billboard Top Independent Albums auf Platz elf und den deutschen Albumcharts auf Platz 71.

## Titelliste
1. Savage Butchery – 1:50
2. Hatched to the Head – 3:34
3. Pit of Zombies – 3:58
4. Dormant Bodies Bursting – 2:00
5. Compelled to Lacerate – 3:29
6. Drowning in Viscera – 3:36
7. Hung and Bled – 4:13
8. Sanded Faceless – 3:51
9. Mutation of the Cadaver – 3:09
10. When Death replaces Life – 4:59
11. Grotesque – 3:42
12. No Remorse – 6:15 (Auf limitierten Editionen)